# João Cancelo
João Pedro Cavaco Cancelo (født 27. maj 1994 i Barreiro, Portugal) er en portugisisk fodboldspiller, der spiller som højre back for La Liga-klubben Barcelona, hvoraf han er udlejet fra Premier League-klubben Manchester City, og for Portugals landshold.

## Karriere

### Valencia CF
Den 20. august 2014 skrev Cancelo under på en etårig lejeaftale med Valencia CF. Han debuterede for Valancia CF den 25. september 2014 i en 3-0-hjemmesejr over Córdoba.
Cancelo skrev under på en permanent aftale den 25. juli 2015, således aftalen løber frem til 30. juni 2021. Transfersummen er rygtet til at være på €15 millioner.